# SMS Roon (1903)
Крейсер «Роон» (нем. SMS Roon) — броненосный крейсер типа «Йорк» имперского германского флота, головной корабль серии. Строительство «Роона» было задано по второму военно-морскому закону в 1902 году, крейсер был построен на имперской верфи в г. Киль. Постройка корабля обошлась в 15,3 млн марок. Корабль был назван в честь Альбрехта фон Роона, прусского генерала и политика. Нормальное водоизмещение крейсера составляло 9533 тонны. Главный калибр крейсера состоял из четырёх орудий калибра 21 см (8,3 дюйма). Максимальная скорость крейсера составляла 21,1 узел.
Корабль участвовал в нескольких операциях Первой мировой войны, включая рейд на Скарборо, Хартлпул и Уитби, где выступал в роли разведчика Хохзеефлотте (Флота открытого моря), нёс службу в Балтийском море, участвовал в битве с русскими крейсерами в июле 1915 году и в миссиях по обстрелу побережья. После 1916 года «Роон» до конца войны использовался как учебное судно и плавучая казарма в г. Киль. Были намерения перестроить крейсер в гидроавианосец, но этот план был в заброшен. Корабль был вычеркнут из военно-морского регистра в 1920 году и разделан на металл.

## Конструкция
«Роон» был заложен под временным именем «Эрзац Кайзер» и построен на имперской верфи в Киле под заводским номером 28. Киль крейсера был заложен в 1902 году, корпус спущен на воду 27 июня 1903 года. Работы по достройке заняли долгое время и были закончены 5 апреля 1906 года, в тот же день корабль вошёл в состав германского имперского флота. Строительство обошлось имперскому правительству в 15 345 000 золотых марок.
«Роон» имел нормальное водоизмещение 9533 тонны и полное 10 266 тонн, длина крейсера составляла 127,8 м, ширина 20,2 м, осадка 7,73 м. Двигательная установка корабля состояла из трёх машин тройного расширения, развивавших 20 625 л. с. номинальной мощности, крейсер развивал максимальную скорость в 21,1 узел. Корабль нёс 1570 тонн угля, что обеспечивало дальность плавания в 4200 морских миль на экономическом ходу 12 узлов (22 км/ч).
Корабль был вооружён четырьмя орудиями SK L/40 калибра 21 см в двухорудийных башнях, расположенных на противоположных концах надстройки. Средний калибр состоял из десяти орудий SK L/40 калибра 15 см, противоминный из четырнадцати орудий SK L/35 калибра 8,8 см и четырёх подводных торпедных аппаратов калибра 45 см, один на носу, другой на корме и по одному по бортам.

## Служба
«Роон» был заложен в августе 1902 году, корпус спущен на воду в июне 1903 года, генеральный инспектор Альфред фон Валдерзее стал патроном корабля. В апреле 1907 года «Роон» и лёгкий крейсер «Бремен» отправились в США для участия в джеймстоуновской выставки, проведённую в честь годовщины высадки колонистов в Чесапикском заливе 26 апреля. Кроме германской делегации, на выставку прибыли военные корабли Великобритании, Японии, Австро-Венгрии, Франции, Италии и некоторых других держав.
В 1908 году «Роон» был флагманом контр-адмирала Якобсена, второй группы разведывательного дивизиона Хохзеефлотте вместе со своим систершипом «Йорк». 30 сентября флагманом разведгруппы стал новый линейный крейсер «Мольтке». В 1911 году «Роон» был снят со службы, но с началом Первой мировой войны снова вошёл в строй. К началу враждебных действий крейсер был флагманом третьей разведгруппы. 3 ноября 1914 года корабль участвовал в бомбардировке Ярмута.
Месяц спустя 15-16 декабря «Роон» участвовал в бомбардировке Скарборо, Хартлпула и Уитби. Вместе с броненосным крейсером «Принц Генрих» «Роон» был авангардом Гохзеефлотте, обеспечивая дальнее прикрытие линейным крейсерам адмирала фон Хиппера, пока те вели обстрел. В ходе операции «Роон» и приданные ему миноносцы повстречали британские корабли, которые обеспечивали прикрытие. В 06:16 «Роон» вступил в контакт с кораблями HMS Lynx и Unity, но противники не стали открывать огонь и разошлись. Согласно рапортам крейсеров «Роон» и «Гамбург» о британских эсминцах адмирал фон Ингеноль приказал Хохзеефлотте идти в Германию. С этого момента «Роон» и миноносцы взяли роль арьергарда Гохзеефлотте.
В 06:59 «Роон» и сопровождавшие его лёгкие крейсера «Штутгарт» и «Гамбург» повстречали миноносцы коммодора Джонса. Джонс следовал за «Рооном» до 07:40. пока «Штутгарт» и «Гамбург» не получили приказ уничтожить своих преследователей. В 08:02 с «Роона» двум лёгким крейсерам передали сигналами приказ прекратить преследование и отступать с оставшимися силами Хохзеефлотте. В 07:55 Битти получил информацию о местонахождении «Роона» и послал линейный крейсер HMS New Zealand, за ним поодаль шли ещё три линейных крейсера. К 9:00 Битти узнал, что германские линейные крейсера обстреливают Хартлпул и поэтому решил прекратить преследование «Роона» и идти против германских линейных крейсеров.
Адмирал Шеер пришёл к решению, что поскольку «Роон» и другие броненосные крейсера третьей разведывательной группы обладают низкой скоростью и слабым недостаточным бронированием то они непригодны к службе в Северном море. Поэтому с апреля 1915 года «Роон» действовал в Балтийском море, участвовал в нескольких миссиях по обстрелу. 11 мая британская подлодка Е9 засекла «Роон» и другие корабли на пути к Либау, недавно захваченному германской армией. Е9 выпустила пять торпед по германскому отряду, все прошли мимо целей, хотя две прошли близко за кормой «Роона».
2 июля 1915 года «Роон» участвовал в бою с российскими крейсерами близ побережья острова Готланд, Швеция. Лёгкий крейсер «Аугсбург» и три эсминца сопровождали минный заградитель «Альбатрос» когда их атаковали четыре российских крейсера: броненосные крейсера «Баян», «Адмирал Макаров» и бронепалубные крейсера «Богатырь» и «Олег». «Аугсбург» бежал, в то время как миноносцы прикрывали отход «Альбатроса», который был тяжело повреждён и вынужден было скрываться в нейтральных шведских водах. «Роон» и лёгкий крейсер «Любек» вышли на помощь попавшим в беду германским эсминцам. Прибыв к месту сражения «Роон» вступил в бой с «Баяном», а «Любек» открыл огонь по «Олегу». Вскоре на помощь российскому отряду прибыл российский «Рюрик» с эсминцем. В последующей перестрелке «Роон» получил несколько попаданий, германские крейсера были вынуждены отойти.
10 августа «Роон» и «Принц Генрих» обстреляли российские позиции у Цереля на полуострове Сворбе. У Цереля стояли на якоре несколько российских эсминцев, немцам удалось застать их врасплох и повредить один миноносец.
В 1916 году силы Королевского флота несколько раз ошибочно принимали другие корабли за «Роон». 16 февраля 1916 года было ошибочное сообщение, что «Роон» захвачен британским крейсером в Северной Атлантике. Также ошибочно сообщалось, что корабль принимал участие в Ютландском сражении как флагман сил прикрытия главных сил Хохзеефлотте. Эта ошибка проявилась в исторических работах, вышедших сразу после Первой мировой войны, но в более поздних работах ошибка была исправлена.
В ноябре 1916 года «Роон» был разоружён и превращён в учебный корабль и плавучую казарму. Он находился в Киле и служил в этом качестве до 1918 года. Германский флот до этого экспериментировал с авианосцами, устаревший лёгкий крейсер «Штутгарт» в начале 1918 года был преобразован в авианосец. Однако он мог нести всего лишь два самолёта, что считалось недостаточным для поддержки флота. Поэтому выдвигались планы по преобразованию «Роон» в гидроавианосец с вместимостью четыре самолёта . Главную батарею крейсера собирались демонтировать и заменить на шесть орудий калибра 15 см и шесть зенитных орудий калибра 8,8 см, надстройку разобрать и установить большой ангар для самолётов . «Роон» был исключён из военно-морского регистра 25 ноября 1920 года и разделан на металл на следующий год в Киль-Нордмолле.